# Marquette (miasto)
Marquette – miasto w Stanach Zjednoczonych, w stanie Wisconsin, w hrabstwie Green Lake.